# Lepidium meyenii
La maca (Lepidium meyenii Walp.), detta anche ginseng peruviano, è una pianta erbacea annuale, ma per la formazione di radici di accumulo può essere definita perennante, nativa della Cordigliera delle Ande del Perù e della Bolivia.
Appartiene alla famiglia delle Brassicaceae ed è considerata una pianta alimentare e, tradizionalmente, pianta medicinale.
In lingua spagnola e quechua ci si riferisce a questa pianta con i seguenti nomi: maca-maca, maino, ayak chichira, e ayak willku.

## Descrizione

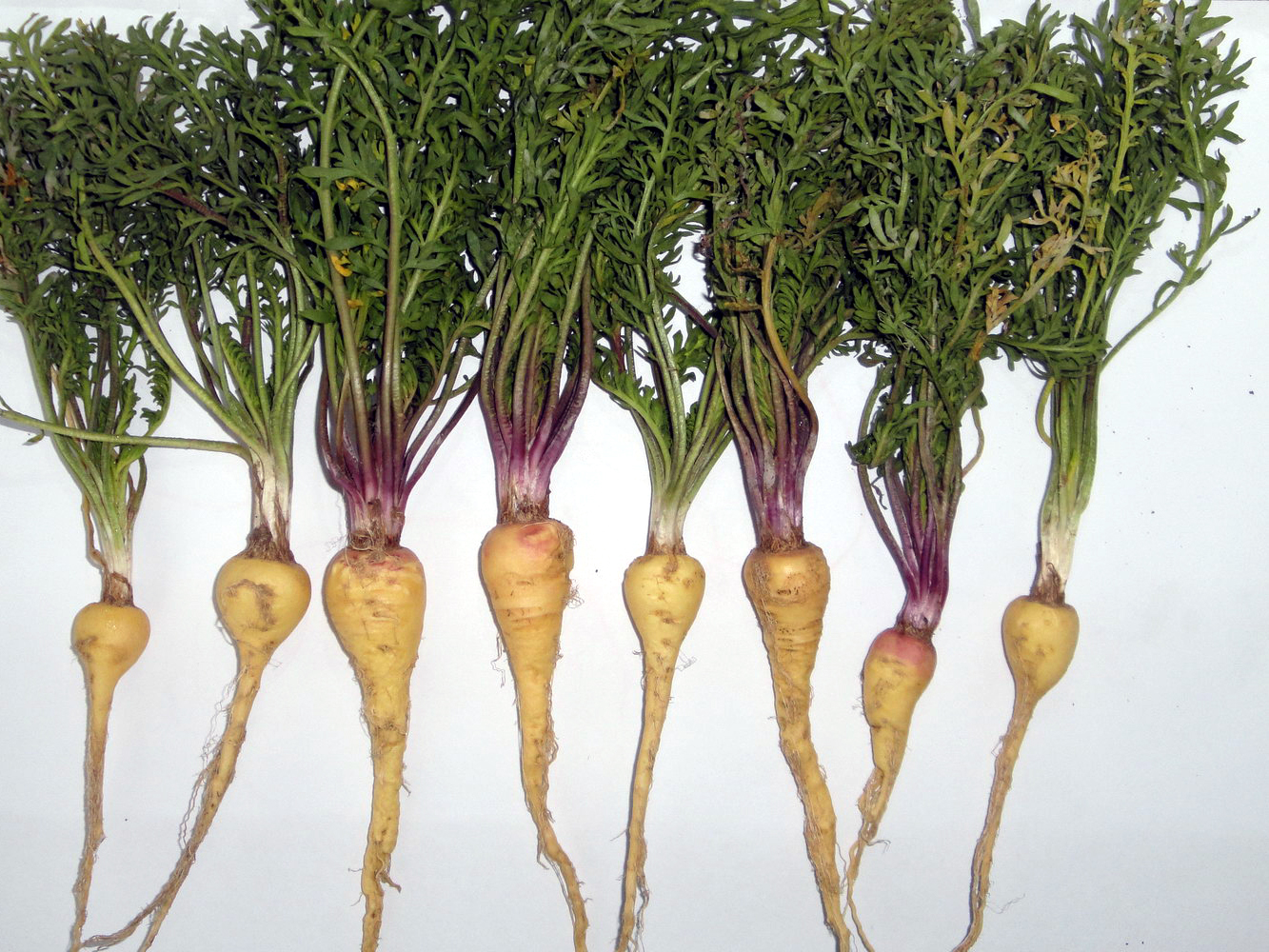
Radici di maca

La pianta produce foglie ad ampia foliazione a rosetta basale (le foglie esterne periferiche invecchiano e deperiscono al suolo, ma sono continuamente sostituite dalle nuove che si formano al centro).
La pianta produce poi uno stelo fiorale eretto, con infiorescenza a racemo con molti piccoli fiori bianchi o biancastri; i frutti sono silique a due semi.
La radice può essere di diversi colori: giallastro-dorata, biancastra, rossa, porpora, blu, verde o nera.
Il colore delle radici trova relazione anche nel colore dei semi.
Le piante con diversi colori di radice sono considerate varietà distinte, con caratteristiche distinte che sono attualmente in fase di più accurato accertamento.
I semi sono molto piccoli e colorati; dato il clima, non hanno dormienza.

## Biologia
La riproduzione è esclusivamente praticata per semi.

## Distribuzione e habitat
La pianta è tipica degli altopiani peruviani e boliviani a quota superiore di norma ai 3900–4100 m s.l.m., ma più frequentemente tra 4200 e 4500 m; ciò ne indica l'adattamento a un clima soleggiato ma, pur nella fascia equatoriale, piuttosto freddo, con modeste escursioni annuali.
È una pianta esigente, che esaurisce i suoli; i terreni sono abitualmente ben concimati con letame degli erbivori dell'altipiano e, di norma, nei luoghi di origine è praticata da millenni una conduzione dei suoli che lascia in riposo i campi dopo un limitato numero di anni d'uso.
La caratteristica ambientale, propria di un clima fresco se non freddo, massime +16/+18 °C, minime -5 °C, quindi con scarsità di parassiti e malattie legate al caldo, e il ciclo vitale di maturazione della radice, di almeno 8-9 mesi (analogo ad altre radici e tuberi di quell'ambiente, come l'Oca e l'Olluco), ne rendono problematica la coltivazione in climi diversi, cioè in clima più caldo, oppure con stagioni nette e distinte, che alternino temperature più calde ad altre molto più fredde.
Nel suo ambiente, la pianta è considerata molto resistente.

## Usi
Alcuni storici, come il frate Antonio Vásquez de Espinoza in una descrizione dell'anno 1598, fanno menzione del consumo di questa pianta da parte delle popolazioni locali, così come posteriormente fece Cobo nel periodo che va dal 1603 al 1629.
In seguito la descrivono minuziosamente altri botanici spagnoli, come ad esempio H. Ruiz nella sua Expedición Botánica al Virreinato del Perú.
È coltivata per la sua radice commestibile (ipocotile).
Oltre all'uso come cibo, è utilizzata nella medicina popolare come ricostituente, per aumentare le facoltà fisiche e mentali.
Le popolazioni andine dall'antichità la utilizzano anche per migliorare e risolvere problemi di fertilità e migliorare le prestazioni sessuali.
Recenti ricerche hanno chiarito che l'ipocotile, o radice, ha una significativa influenza sulla libido negli esseri umani, senza tuttavia modificare la quantità di testosterone circolante. Può inoltre contribuire a migliorare il tenore nutrizionale della dieta e supportare il vigore fisico e, in ultima analisi, il benessere in genere nelle attività umane; questo avviene in caso di consistenti carenze alimentari, in cui le prime attività compromesse sono quelle sessuali e riproduttive.
Infatti la radice contiene il 60% di carboidrati e almeno il 10% in proteine, oltre che vitamine e una notevole gamma di microelementi.
Un altro possibile utilizzo della pianta è rappresentato dal contrasto della caduta dei capelli in menopausa. L'elevato contenuto di beta-sitosterolo inibisce il DHT, che è il principale responsabile dell'alopecia androgenetica.